# Vjatskajatoppen
Vjatskajatoppen är en bergstopp i Antarktis. Den ligger i Östantarktis. Norge gör anspråk på området. Toppen på Vjatskajatoppen är 2 430 meter över havet, eller 129 meter över den omgivande terrängen. Bredden vid basen är 2,5 km.
Terrängen runt Vjatskajatoppen är kuperad åt sydväst, men åt nordost är den platt. Trakten är obefolkad. Det finns inga samhällen i närheten. 